# Napa River Inn
Pour les articles homonymes, voir Napa.
Le Napa River Inn est un hôtel américain situé à Napa, en Californie. Installé dans un ancien moulin construit en 1884, cet établissement est membre des Historic Hotels of America et des Historic Hotels Worldwide depuis 2004.